# Pseudolais micronemus
Pseudolais micronemus ist eine Fischart aus der Gattung Pseudolais innerhalb der Familie der Haiwelse. Die Art kommt in den Flusssystemen des Mekong und des Parfüm-Fluss, auf der Malaiischen Halbinsel, sowie auf Sumatra, Java und Borneo vor. Die Art wird kommerziell befischt und in Aquakultur gezogen.

## Merkmale
Pseudolais micronemus erreicht eine Körperlänge von etwa einem Meter und ein Gewicht von bis zu 22 kg. Der Körper ist langgestreckt und seitlich abgeflacht, gelblich bis gelblich-braun mit zimtbraunem Rücken und silbrigem Bauch. Jungtiere sind fast durchscheinend. Namensgebend sind die kurzen, dünnen Barteln, von denen die des Oberkiefers kürzer als die halbe Kopflänge sind und die des Unterkiefers noch kürzer. Das Auge ist sehr groß. Die Hartstrahlen von Rückenflosse und Brustflossen sind dünn. Die Schnauze ist stumpf, der Unterkiefer läuft spitz zu. Der erste Bogen der Kiemenreuse trägt 13 bis 20 (24) Strahlen. Die Flossen sind gelblich, die Rückenflosse und die Spitzen der Schwanzflosse sind gelegentlich schwärzlich. Die kurze Rückenflosse trägt zwei Hart- und sieben Weichstrahlen, die Afterflosse 28 bis 38 Weichstrahlen, die Brustflossen einen hart- und 14 Weichstrahlen und die Bauchflossen sechs Weichstrahlen. Die Fettflosse ist sehr klein.

## Lebensweise
Die Art ist ein Allesfresser und ernährt sich von verschiedenen wasserbewohnenden Wirbellosen sowie von Pflanzenmaterial.